# Biourière (rivière)
La Biourière est un cours d'eau du Massif central, affluent du Rioulong sous-affluent de la Garonne par la Colagne et le Lot. Il coule dans le département de la Lozère, en ancienne région Languedoc-Roussillon, donc en nouvelle région Occitanie.

## Géographie
De 18,1 km de longueur, la Biourière suit un cours quasi parallèle à son voisin du nord, le Piou. Elle prend sa source non loin du col de Bonnecombe vers 1 350 m d'altitude dans une zone tourbeuse riche en espèces végétales rares. Après avoir laissé sur sa gauche la montagne de Rabios (1 353 m) et son rocher perché (Moure de Legue), la rivière atteint le hameau de la Blatte. À partir de ce point, la vallée de la Biourière prend la forme d'un « U », caractéristique des vallées glaciaires. En effet, un grand glacier a occupé la vallée à l'ère quaternaire (glaciation de Riss et de Würm), issu de la calotte glaciaire qui recouvrait l'Aubrac à cette époque. Il a laissé en plein milieu de la vallée, à environ 2 km en aval de la Blatte, une très belle moraine frontale faite de débris divers et de rochers et recouverte aujourd'hui par une lande de genêts. Devant la moraine, s'étend une plaine alluviale (ancien sandur), très plate et dans laquelle la rivière fait des méandres. Plus en aval, en dessous de 1 000 m, la rivière coule dans une vallée en forme de « V », très encaissée, et finit par se jeter dans le Rioulong, commune de Chirac, à une altitude voisine de 600 m.

### Départements et communes traversées
- Lozère :  Les Salces, Saint-Laurent-de-Muret, Chirac.

## Vie aquatique
La Biourière est un ruisseau de première catégorie : on y trouve, comme dans le Piou voisin, des truites fario de couleur sombre ainsi qu'un grand nombre de vairons qu'on pêche le plus souvent dans les "gours" (portions calmes du ruisseau).

## Hydrographie
Hautes eaux surtout au printemps et à l'automne. Étiage parfois sévère en été.

## Principaux affluents

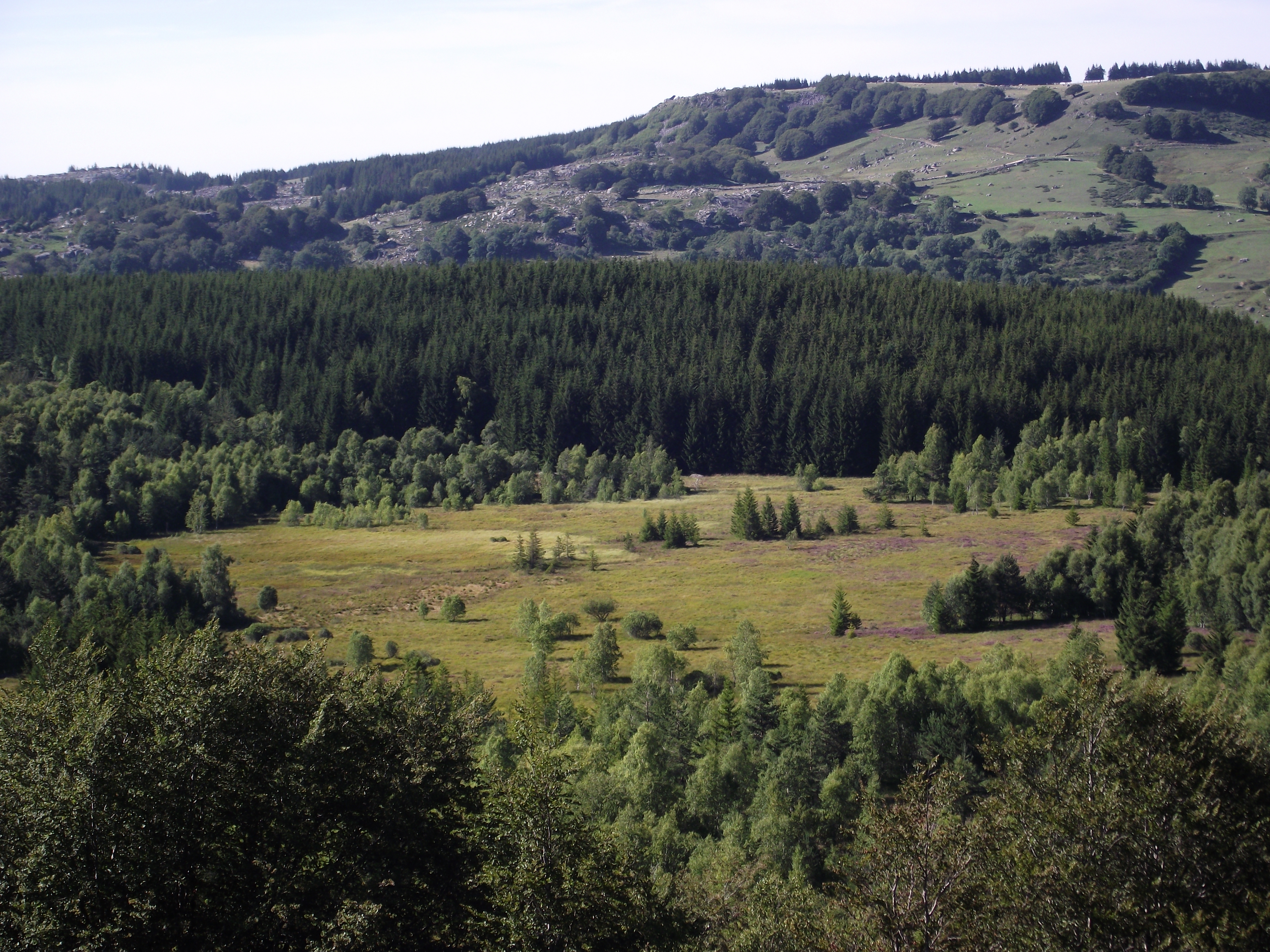
La tourbière de Pougalion (ou du Truchen) vue des pentes nord du Mountasset.

Hormis des petits ruisseaux insignifiants, la Biourière reçoit deux affluents notables : le Riou de la Claou long de 2,5 km, et le Truchen (prononcer Troutchen), long de 1,9 km, appelé aussi « Fouon de Pougalion » sur les cartes (ce nom semble cependant peu usité localement). Le Truchen descend des hauteurs du Mountasset et traverse une tourbière d'une grande richesse écologique (ZNIEFF de la tourbière de Pougalion). De ce fait, il a un débit remarquablement constant, même en été, la tourbière fonctionnant comme une éponge qui retient l'eau. Il contribue de ce fait à soutenir le débit de la Biourière qui, en été, peut atteindre des valeurs très basses.

## Faune et flore de la vallée

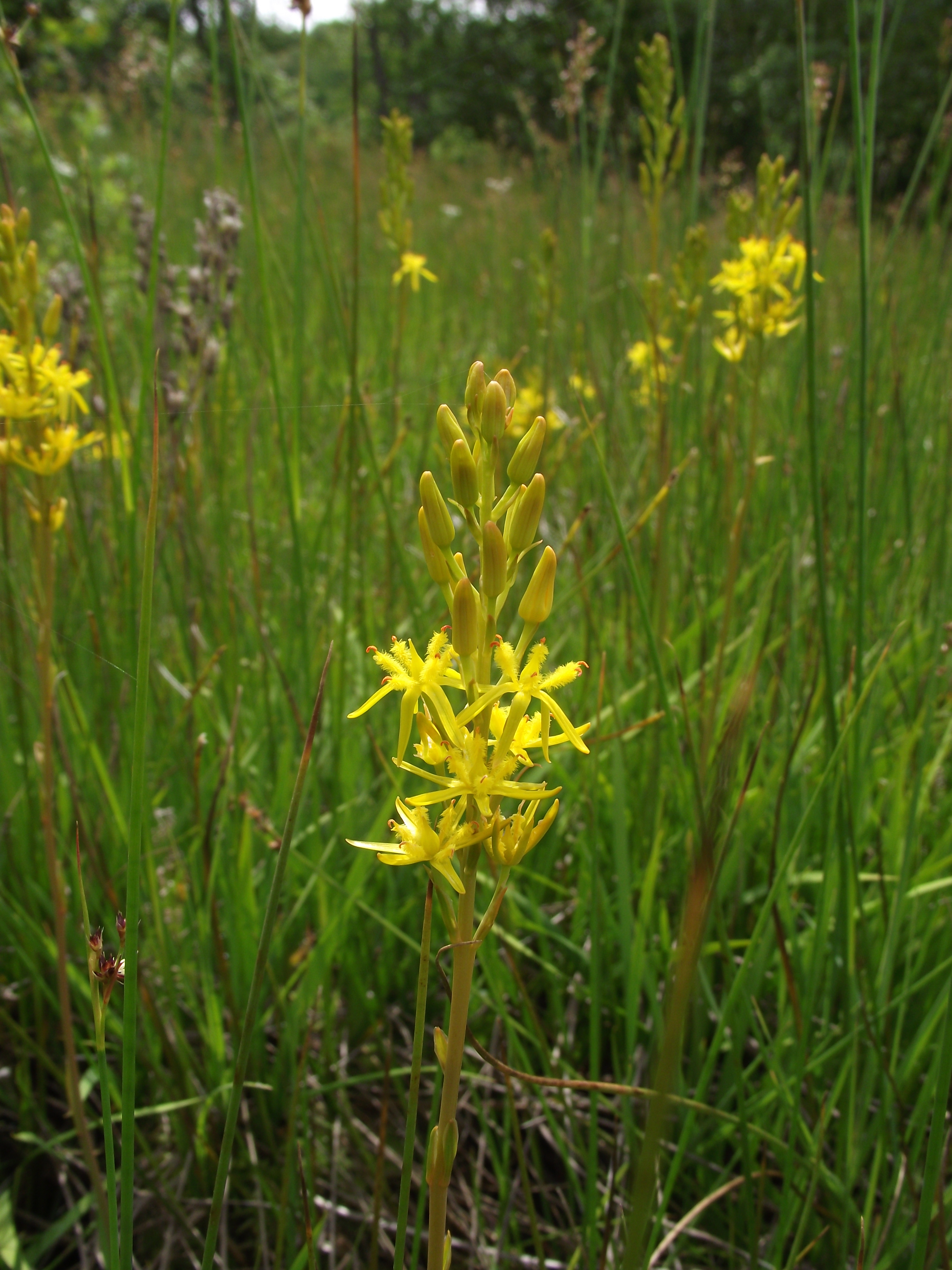
Une Narthécie des Marais dans la tourbière de Pougalion.

La partie haute et moyenne de la vallée est comprise dans un périmètre Natura 2000 et compte deux ZNIEFF. Du fait de l'isolement du lieu et de l'absence d'habitants, le milieu naturel y est relativement préservé. Dans la vallée principale (ZNIEFF Vallée de la Biourière), la flore est caractéristique des prairies humides tourbeuses de montagne (Trolle, Comaret des Marais, Vératre blanc, Aconit tue-loup, Pigamon à feuilles d'ancolie, Doronic d'Autriche, Ail victorial...). Dans la petite vallée latérale du Truchen, se trouve la tourbière de Pougalion dans laquelle on compte un certain nombre d'espèces spécifiques (Trèfle d'eau, Parnassie des marais, Droséra à feuilles rondes, Canneberge à petits fruits, Narthécie des marais...) et quelques raretés (Lycopode inondé, Malaxis des marais). 
Pour la faune, les quelques études qui ont été menées dans le cadre de l'INPN, révèlent un milieu riche avec de nombreuses espèces dont certaines sont rares voire rarissimes. Chez les chiroptères par exemple, la présence de Nyctalus lasiopterus (grande noctule) est attestée et un grand nombre d'autres chauve-souris sont signalées sur le site. Par ailleurs, deux espèces remarquables de reptile de région froide sont présents dans la vallée : la vipère péliade et le lézard vivipare. Enfin, un couple de Circaète Jean-le-Blanc a été observé et la présence au bord des eaux de la loutre est certaine.

## Photos

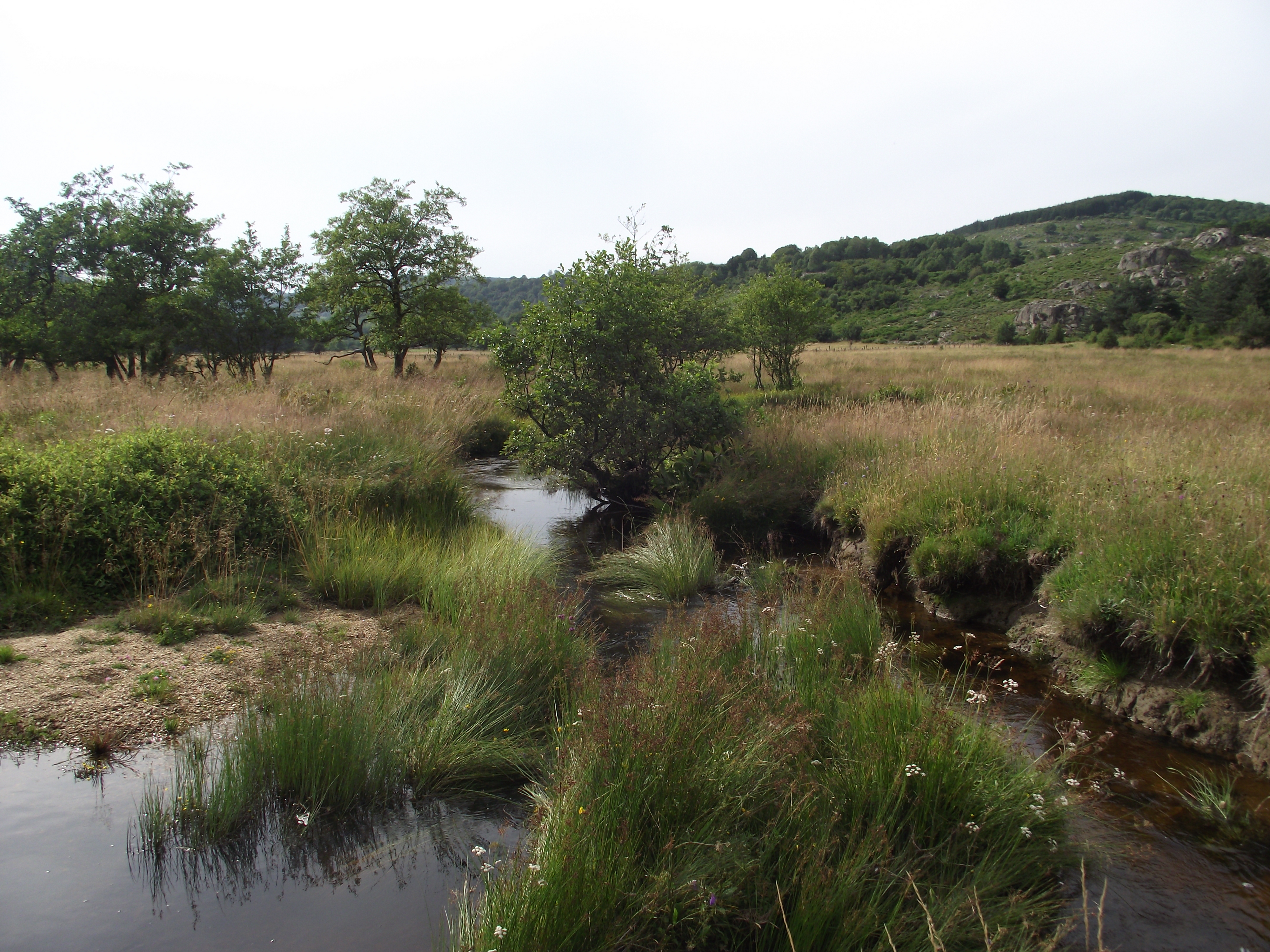
La Biourière dans sa partie médiane. Le ruisseau fait des méandres sur un ancien sandur. Altitude : environ 1 100 m.
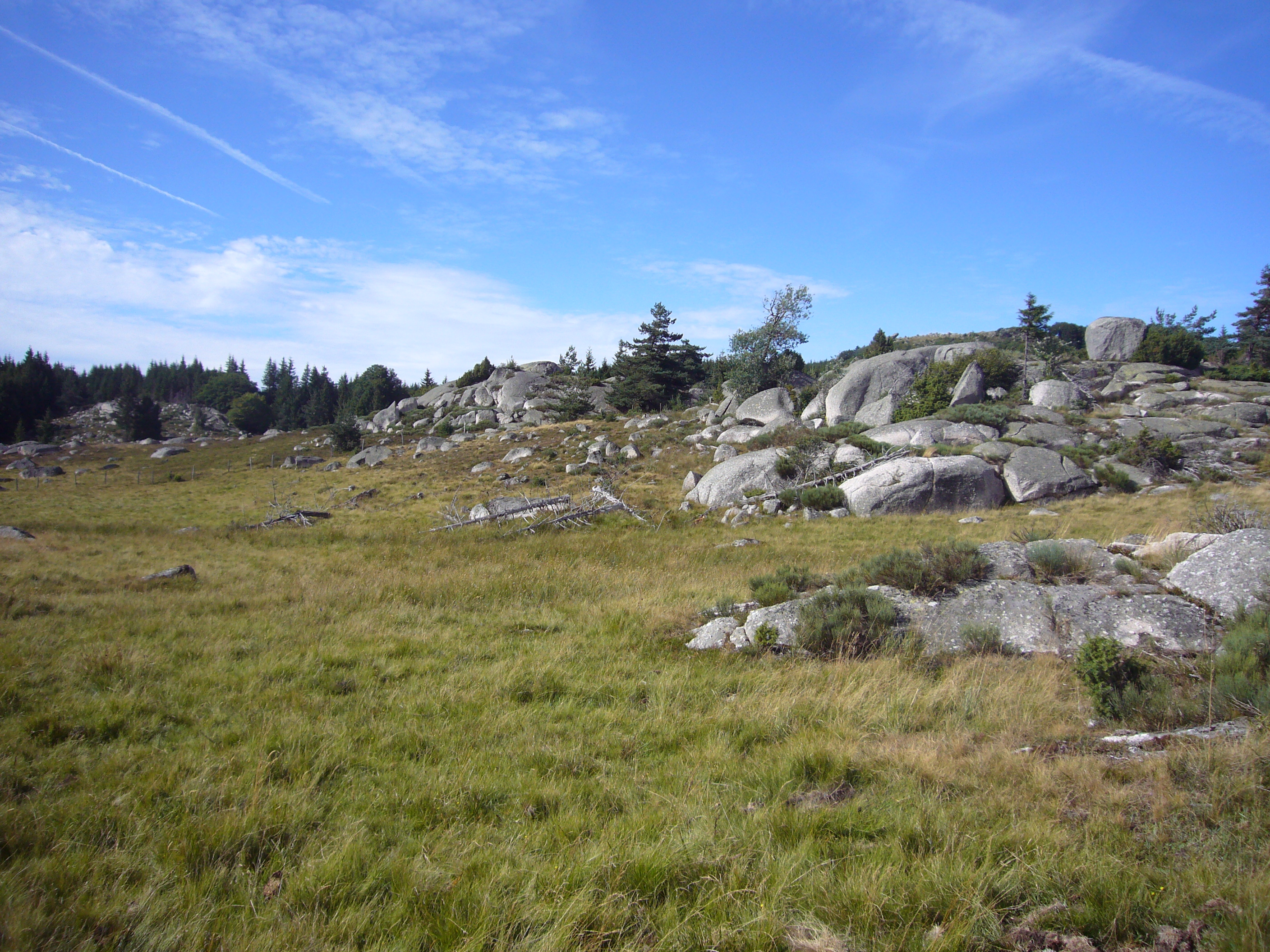
Partie haute de la vallée (gour noir), caractérisée par un paysage minéral fait de roches rabotées par les glaciers et de blocs erratiques. Altitude : entre 1 250 m et 1 300 m.
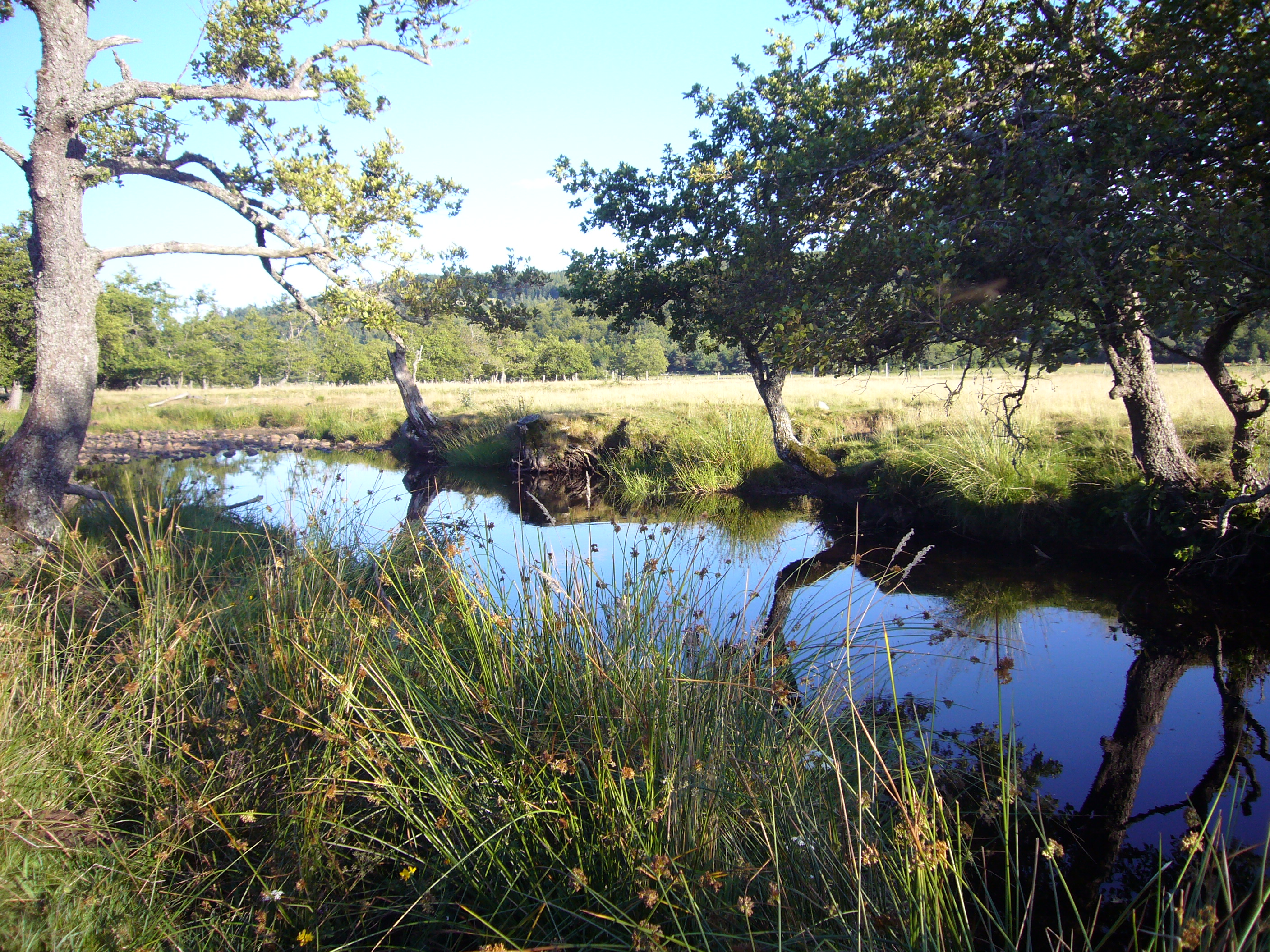
Basses eaux d'été.
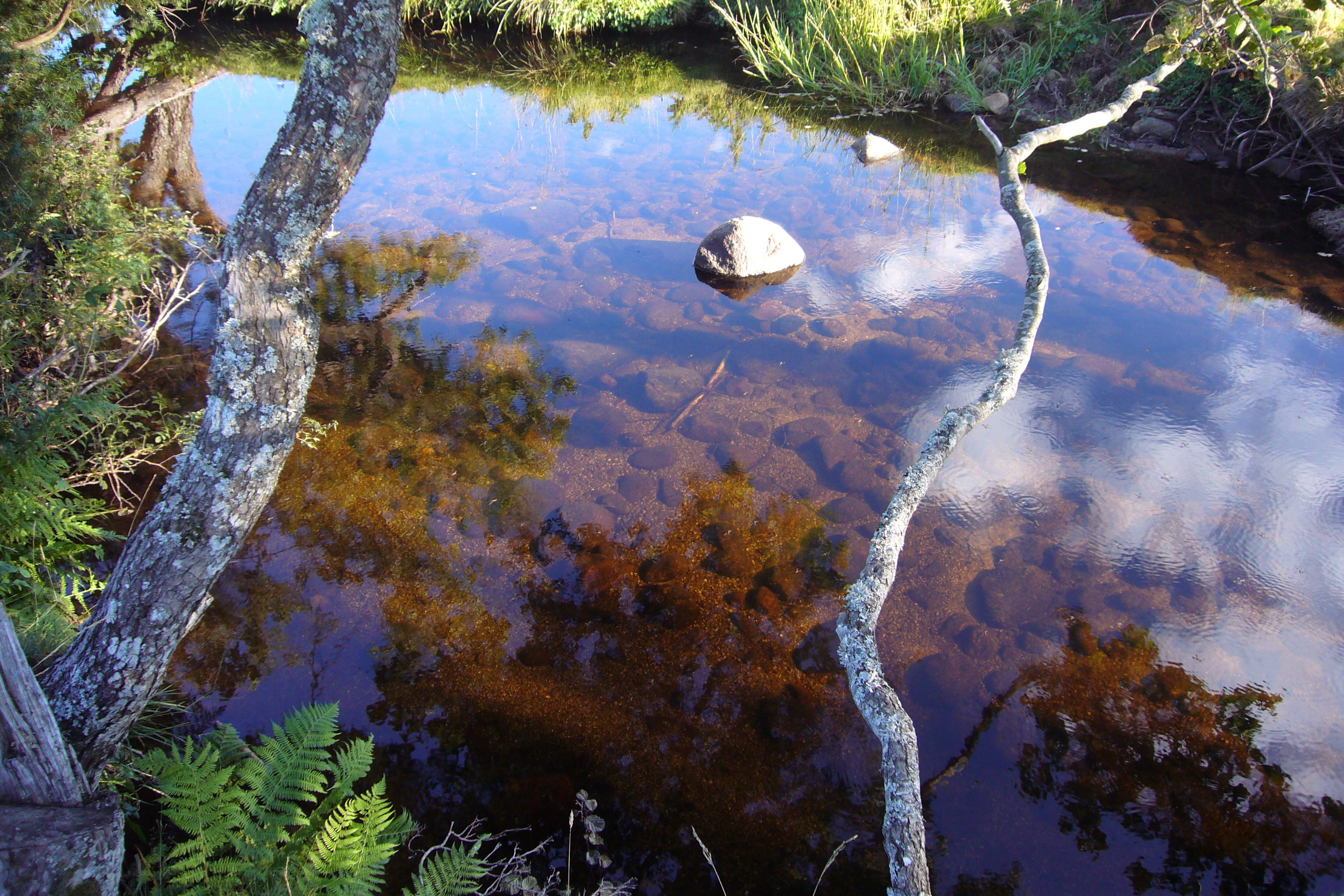
Un "gour", endroit propice à la pêche à la truite.
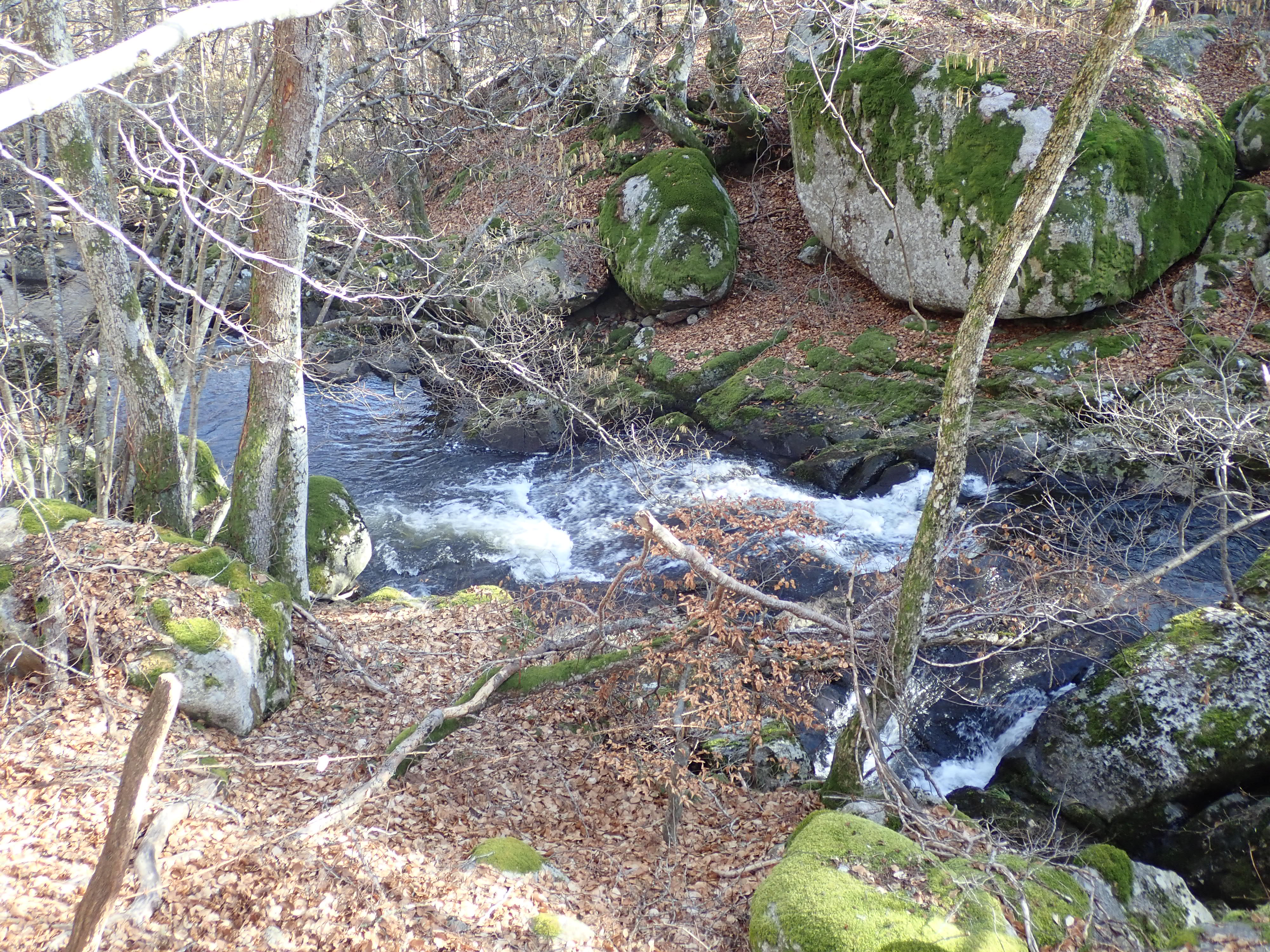
Le ruisseau en aval de la vallée glaciaire (altitude : environ 1 050 m).